# Paul Fry
Paul Fry est enseignant à l'Université Yale. Il est spécialisé dans la poésie des romantiques britanniques. 
Il a étudié à l'Université de Californie à Berkeley et obtenu son doctorat à l'Université Harvard.  À Yale, il enseigne au Ezra Stiles College (en) de 1995 à 2002.